# Canopus (Schiff, 1899)
Die Canopus, auch HMS Canopus, war ein Schlachtschiff (Einheitslinienschiff) der gleichnamigen Klasse der britischen Marine, das von 1899 bis 1919 in Dienst stand.

## Geschichte
Die Canopus wurde am 4. Januar 1897 auf Kiel gelegt, am 12. Oktober vom Stapel gelassen und am 5. Dezember 1899 in Portsmouth für die Mittelmeerflotte in Dienst gestellt. Sie wurde von Dezember 1900 bis Juni 1901 in Malta erstmals überholt. Im April 1903 verlegte die Canopus wieder in die Heimat und wurde am 25. April 1903 in Portsmouth der Reserve zugeteilt. Von Mai 1903 bis Juni 1904 wurde das Schiff bei Cammell Laird in Birkenhead überholt und am 5. August 1904 vor St Michael’s Mount während eines Manövers von der Barfleur gerammt, wodurch sie leichte Schäden erlitt.
Am 9. Mai 1905 wurde das Schiff wieder in Dienst gestellt, um die Centurion auf der China Station zu ersetzen. Zusammen mit ihrem Schwesterschiff der Goliath erreichten sie im Juni Colombo, Ceylon. 1905 ratifizierten das Vereinigte Königreich und Japan einen Bündnisvertrag, der die Notwendigkeit einer Präsenz der Royal Navy auf der China-Station verringerte. Alle dortigen Schlachtschiffe wurden nach Großbritannien zurückbeordert. Die Canopus verließ Hongkong am 22. Juli 1905 und wurde am gleichen Tag der Atlantikflotte zugewiesen. Sie wechselte im Januar 1906 zur Kanalflotte. Dieser damals wichtigsten Flotte der Royal Navy gehörten auch alle sechs Schiffe der neueren Duncan-Klasse, vier alte Schiffe der Majestic-Klasse sowie die beiden Schiffe der Swiftsure-Klasse an. Am 10. März 1907 wechselte die Canopus zur Portsmouth Division der Home Fleet, wo im Mai ihre Besatzung auf eine Kernmannschaft reduziert wurde. Am 28. April 1908 wurde das Schiff für den Einsatz im Mittelmeer wieder in Dienst gestellt. Im Dezember 1909 kehrte die Canopus in die Heimat zurück und diente mit reduzierter Besatzung in der 4. Division der Home Fleet, der ab Februar 1910 alle Schiffe der Canopus-Klasse außer der Vengeance angehörten. Nachdem sie von Juli 1911 bis April 1912 nochmals in der Marinewerft Chatham überholt worden war, wurde sie im Mai 1912 der Reserve des Nore Command in Chatham als Stammschiff für die 4. Division der Home Fleet zugewiesen. Ab 1913 bis 1914 befand sich die Canopus, wie Goliath, Albion und Ocean in Pembroke Dock Wales als Teil der Reserve.

### Erster Weltkrieg
Nach Ausbruch des Ersten Weltkrieges wurde die Canopus am 7. August 1914 für das 8. Schlachtschiffgeschwader der Kanalflotte unter dem Kommando von Kapitän Heathcoat Grant wieder in Dienst gestellt. Am 21. August 1914 wurde sie von dieser Aufgabe entbunden und zur Unterstützung des Kreuzergeschwaders von Konteradmiral Archibald P. Stoddart nach Kap-Verde entsandt. Am 1. September wurde sie dort durch ihr Schwesterschiff Albion abgelöst und der Südamerika Station zugeteilt, wo sie vor Abrolhos als Wachschiff eingesetzt werden sollte.

#### Die Suche nach dem Ostasiengeschwader
Am 8. Oktober 1914 schloss sie sich dem Geschwader von Admiral Christopher Cradock an, um ihn bei der Suche nach dem deutschen Ostasiengeschwaders unter dem Kommando von Admiral Spee zu unterstützen. Am 18. Oktober erreichte die Canopus Port Stanley, wo sie die Aufgabe eines Wachschiffes übernahm. Kapitän Heathcoat Grant informierte Cradock, dass die Canopus allenfalls 12 Knoten machen könne, worauf dieser der Canopus befahl, mit zwei Kohlendampfern zur Insel San Félix zu fahren, wo er ein Kohlenlager einrichten wollte. Die Canopus befand sich noch etwa 300 Seemeilen (560 km) südlich von Cradock, als er auf Spees Geschwader traf. Da die deutschen Schiffe schneller waren als die britischen Kreuzer, war es der Canopus nicht möglich, sich dem Geschwader wieder anzuschließen. In dem anschließenden Seegefecht bei Coronel versenkte das Ostasiengeschwader beide Panzerkreuzer von Cradock und beschädigte die Glasgow. Spee brach die Verfolgung der fliehenden britischen Schiffe ab, als er erfuhr, dass die Canopus in der Nähe war, und bekannte: Gegen dieses Schiff können wir kaum etwas tun[...]
Kurz nachdem die Nachricht von der Schlacht Großbritannien erreicht hatte, befahl die Royal Navy allen Seestreitkräften in der Region, sich zu sammeln. Dazu gehörten auch die Reste von Cradocks Geschwader sowie die Panzerkreuzer Defence, Carnarvon und Cornwall. Außerdem wurden zwei Schlachtkreuzer, die Invincible und die Inflexible abkommandiert, um Spees Geschwader aufzuspüren und zu vernichten. Am 12. November erreichte die Canopus die Falkland-Inseln, wo sie im Hafen von Stanley auf Grund gesetzt wurde, um als Abwehrbatterie sowohl gegen ein Eindringen in den Hafen als auch zur Abwehr eines Landangriffs zu dienen. An Land wurde an erhöhter Stelle ein Beobachtungsposten eingerichtet, der per Funk mit dem Schiff verbunden war. Dazu wurden drei Batterien mit ihren 12-Pfündern an Land angelegt und 70 Royal Marines als mobile Abwehrtruppe für Stanley und Umgebung an Land stationiert. Am 7. Dezember traf das britische Hauptgeschwader unter dem Kommando von Vizeadmiral Doveton Sturdee in Stanley ein, um nach den Deutschen zu suchen. Doch am Morgen des 8. Dezember schlugen die Ausgucke an Bord der Canopus Alarm, als das deutsche Geschwader vor Stanley auftauchte. Kurz nach 09:00 Uhr, als sich die Gneisenau und die Nürnberg bis auf 10.000 m genähert hatten, feuerte die Canopus zwei Salven ab, die beide ihr Ziel verfehlten. Unter dem Beschuss der Canopus und beim Anblick der Tripot-Masten von Sturdees Schlachtkreuzern brach Spee den geplanten Angriff auf die Falklandinseln ab. Um 09:31 Uhr stellte die Canopus das Feuer ein, da die Deutschen begonnen hatten, sich zurückzuziehen. Am 18. Dezember 1914 verließ die Canopus die Falklandinseln, um nach Abrolhos zurückzukehren.

#### Kampf um die Dardanellen
Im Februar 1915 wurde die Canopus ins Mittelmeer beordert, um an den Marine-Operationen während der Schlacht von Gallipoli teilzunehmen. Am 2. März wurde sie damit beauftragt, die Geschütze in der Festung von Dardanos zu zerstören. Die Canopus fuhr um 13:20 Uhr in die Meerenge ein und näherte sich bis auf 910 m an das Nordufer, wo sie um 14:20 Uhr das Feuer auf die Festung auf der anderen Seite der Meerenge, etwa 6.900 m entfernt, eröffnete. Das Schiff feuerte etwa zwei Stunden lang, bevor die Türken um 16:15 Uhr das Feuer erwiderten. Die Canopus erhielt einen Treffer auf dem Achterdeck, wodurch die Schiffsmesse zerstört wurde. Eine zweite Granate zerstörte einen Mast und eine dritte Granate durchschlug den hinteren Schornstein. Das schwere Feuer der Türken zwang die Canopus sich von ihrer Position zurückzuziehen, was sie allerdings in Reichweite der Geschütze von Erenköy brachte, während die Geschütze von Dardanos sie weiterhin unter Beschuss nehmen konnten. Nachdem die Cornwallis die Geschütze in Intepe zerstört hatte, begann sie mit der Bombardierung von Erenköy, während die Canopus ihr Feuer auf Dardanos aufrechterhielt. Um 16:40 Uhr verstummten die Geschütze von Dardanos, so dass alle drei Schiffe ihr Feuer auf Erenköy konzentrieren konnten, wo die Batterien schnell neutralisiert wurden. Am 8. März deckte sie die Bombardierung der Festungen durch die Queen Elizabeth und am 10. März deckte sie Minenräumboote bei dem Versuch, Minenfelder vor Kephes zu räumen. Während eines weiteren Angriffs am 18. März sollte eine Flottille britischer und französischer Kriegsschiffe, darunter die Queen Elizabeth und die Inflexible, versuchen, die Festungen bei Tageslicht zu zerstören. Den Schiffen gelangen zunächst mehrere Treffer, doch nachdem mehrere Schiffe von Minen beschädigt oder zerstört wurden, war man gezwungen, den Angriff abzubrechen. Nach diesem Angriff eskortierte die Canopus und die Talbot die beschädigte Inflexible am 6. April von Mudros nach Malta. Danach sicherte die Canopus Truppentransporte aus Ägypten in die Türkei und nahm an der Blockade von Smyrna teil Anschließend wurde sie von Mai bis Juni 1915 in Malta überholt. Auch nach der Räumung Gallipolis im Januar 1916 blieb die Canopus bei der britischen Eastern Mediterranean Squadron, bis sie im April 1916 in die Heimat verlegt wurde. Am 22. April 1916 wurde die Canopus in Chatham, ausgemustert. Ende 1916 wurde sie überholt und im Februar 1918 in ein Wohnschiff umgewandelt. Bis zu ihrem Verkauf am 18. Februar verblieb sie in Chatham. Anschließend wurde sie nach Dover geschleppt und dort am 26. Februar abgewrackt.